# De vrouw in het wit (roman)

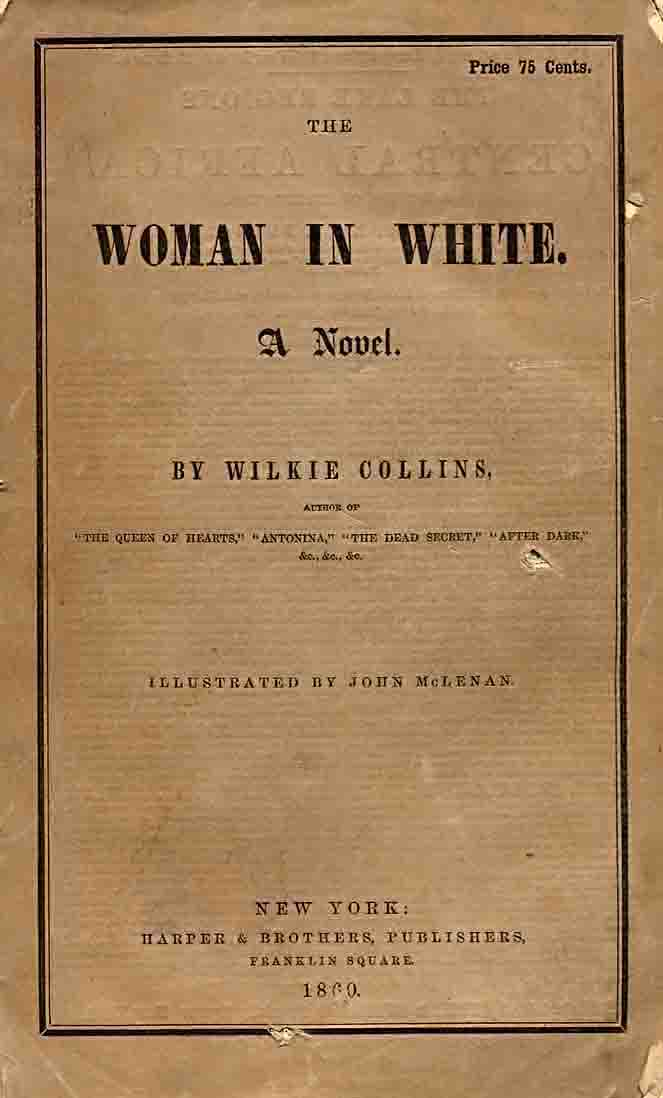
Omslag van de eerste Amerikaanse uitgave van De vrouw in het wit (The woman in white)

De vrouw in het wit (The Woman in White) is een victoriaanse roman van Wilkie Collins die in 1859 werd gepubliceerd, eerst als wekelijks feuilleton in het tijdschrift All the Year Round van Charles Dickens, later in boekvorm. Het verhaal wordt beschouwd als een van de vroegste voorbeelden van een detectiveroman. Collins baseerde zijn opzienbarende mysteryroman op een waargebeurd verhaal over een achttiende-eeuwse ontvoeringszaak waarbij een onschuldige in de gevangenis belandde. 
Op het ogenblik dat The Woman in White verscheen, was Collins 35 jaar. Hij had reeds vier romans, twee verzamelingen korte verhalen en talrijke andere boeken en essays gepubliceerd. In tegenstelling tot Dickens (zijn vriend, baas en mentor) was hij door zijn vroege romans echter niet internationaal bekend geworden, en behield hij dus noodgedwongen zijn werk als journalist. 'De vrouw in het wit" veranderde dit allemaal. Als feuilleton werd het al een groot succes, en een eerste druk in augustus 1860 als driedelig boek bij Sampson Low's in 1000 exemplaren was op één dag uitverkocht. 

## Structuur
Vernieuwend was dat Collins het verhaal vertelde vanuit een meervoudig perspectief, waarbij dus de verschillende romanpersonages de gebeurtenissen vanuit hun eigen perspectief vertellen. De roman bestaat uit elf delen, die elk door een ander personage worden verteld. De belangrijkste verteller is Walter Hartright, een jonge tekenleraar met een sterk rechtvaardigheidsgevoel.

## Verhaal
In Londen helpt Hartright een mooie en mysterieuze vrouw, gekleed in het wit, en komt kort daarop te weten dat zij pas is ontsnapt uit een inrichting. De volgende dag gaat hij naar Limmeridge House in Cumberland, waar hem een baan wacht. Daar ontmoet hij onder zijn nieuwe leerlingen de jonge Laura Fairlie die sterk lijkt op de vrouw in het wit die hij heeft geholpen.